# 朝吹英二

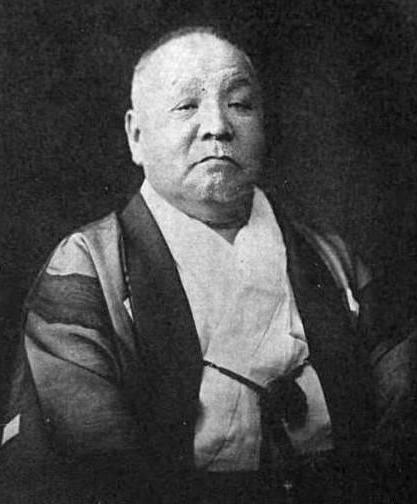
朝吹英二

朝吹 英二（あさぶき えいじ、嘉永2年2月18日（1849年3月12日） - 大正7年（1918年）1月31日）は、日本の実業家。王子製紙取締役会長。幼名は萬吉、鐵之助。族籍は大分県平民。短期だが三井財閥のトップである三井合名会社理事長を務めたこともある。
三越社長、帝国生命保険社長を務めた朝吹常吉は息子。フランス文学者の朝吹三吉と翻訳家の朝吹登水子は孫であり（ともに常吉の子）、フランス文学者、詩人の朝吹亮二は曾孫。弟・野依範治の曾孫が2001年、ノーベル化学賞を受賞した野依良治である。中上川彦次郎は義兄にあたる。2011年度、第144回芥川賞受賞者の作家朝吹真理子は玄孫である。

## 生涯
豊前国下毛郡宮園村（現在の大分県中津市耶馬溪町大字宮園）の庄屋・朝吹泰蔵の次男として生まれた。朝吹家は寛永年間に苗字帯刀を許可され、兄・謙三まで15代続く庄屋であった。
日田の咸宜園や中津の渡邊塾・白石塾に学ぶ。尊皇攘夷思想に染まり、維新後の1870年（明治3年）、開明派の福澤諭吉暗殺を企てるが、転向し福澤とその甥中上川彦次郎の庇護を受け、彦次郎の妹・澄（スミ）と結婚する。慶應義塾に入学し、1872年、同出版局の創設に際してその主任に就任した。慶應義塾卒業。
1878年（明治11年）、三菱商会に入社。1880年（明治13年）、貿易商会に入って取締役となる。
荘田平五郎に招かれて郵船会社に入ったが、間もなく去り、横浜で一大貿易商会を開き、生糸輸出業に従ったが、たちまち大失敗して、損害数百万円の巨額に達した。大に奮闘して、負債のすべてを償却した。大隈重信に近い政商となり、義兄・彦次郎の三井財閥に転じて三井呉服店理事となり、1892年（明治25年）に鐘淵紡績専務、1894年（明治27年）に三井工業部専務理事に就任。
1901年（明治34年）、中上川が死去すると、益田孝により中上川の工業化路線は一旦は止まったが、それでも1902年（明治35年）に三井合名専務理事に就任し、王子製紙会社では役員を務めて会長となり、また、芝浦製作所、堺セルロイドなど王子と共に業績不振とされたこれら企業の建て直しを担当することとなった。このように三井系諸会社の重職を歴任し、「三井の四天王」の一人と言われた。
中上川の後任の最有力候補であり、かつ慶應閥の筆頭とも目されていた朝吹だったが、上述のように、後見の中上川の死去にともない、益田が三井財閥の実権の座を握ることとなり、1907年（明治40年）には、益田が引退に際して團琢磨を推挙したため、退任を余儀なくされることとなった。1912年1月、三井家を勇退する。1918年（大正7年）、病のため芝高輪の自宅にて死去。享年70。

## 人物
日本の実業界に於いて「一種得易からざる老偉人」として知られた。三井家四天王の一人として、中上川彦次郎、益田孝等と併称された。10歳のときの疱瘡が原因で顔にアバタがあり醜男と言われたが、人柄がよかったことから女性にもよくもて艶聞も多かった。また、頭もよく、川田小一郎、大隈綾子らに可愛がられたという。
骨董を愛好する。柴庵（さいあん）と称し、目利きとしても知られた。住所は東京市京橋区木挽町。
江戸時代において悪人とされていた石田三成の顕彰事業にも熱心で、歴史学者渡辺世祐に委嘱して『稿本石田三成』を書かせ、その墳墓発掘にも力を尽くした。
2015年3月12日、耶馬溪町の宮園集落にある朝吹英二翁頌徳碑前で「第3回朝吹英二翁生誕祭」が執り行われた際には、式典の中で地元下郷小学校6年生による「朝吹英二翁への手紙」の朗読が行われた。発表後には、朝吹英二の曾孫の朝吹英和から下郷小学校6年生に自身が英二について書いた本「蝉時雨」が贈られた。

## 家族・親族
朝吹家
大分の朝吹家は、母屋雑座敷合わせて大小29室に及ぶ大邸宅であった。生家跡は、英二の血縁である清島家が運営する保育所になったが、保育園閉園後は宮園集落に寄附され、現在は宮園公園と宮園公民館になっている。
- 父・泰蔵（大分県平民）[4]
- 兄・謙三[3]
- 弟・野依範治 - 曾孫にノーベル賞学者の野依良治がいる。
- 養甥・亀三（1871年 - ?、辛島鶴蔵の弟、兄・謙三の養子）[2][4]
- 長女・フク（1883年 - ?、長野県、名取和作の妻）[2][4]
- 妻・スミ（中上川彦次郎の妹）[3]
- 長男・常吉[4]（1877年 - 1955年、三越社長）
- 孫・英一（木琴奏者、作曲家）、正二、三吉（フランス文学者）、登水子（小説家、翻訳家）など

親戚
- 妻・スミの兄・中上川彦次郎（実業家） - 中上川は慶應義塾創設者福沢諭吉の甥[13]。
- 長女・フクの夫・名取和作（実業家）
  - 同三男・名取洋之助（写真家）
- 長男・常吉の妻の父・長岡外史（陸軍中将）